# Slowfox

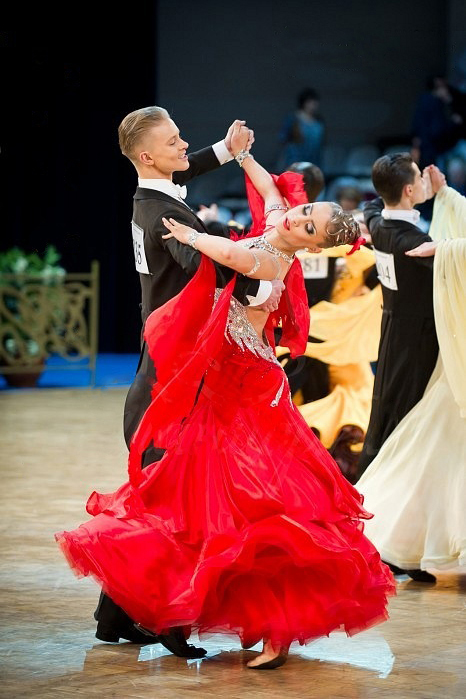
Slowfox

A slowfox lineáris lépésmintákat követő, művészien megformált, hosszú, sikló járómozgáson alapuló társastánc. A térdek enyhén nyújtottak, azaz nem feszítettek, hanem flexibilisek és mozgásra készek. A slowfoxban minden lépés majdnem azonos hosszúságú, a test állandóan haladó mozgásban van. A lábak mozgása folyamatos és a tánc járó jellegét hangsúlyozza. A táncban az emelkedés és az ereszkedés kevésbé kifejezett, hisz egy hosszan elnyújtott hullámmozgást kell láttatni. A test mozgása folyamatos, és váltakozva hol az egyik, hol a másik testoldal lendül kissé előre, mely harmonikus testmozgást, illetve vállvezetést idéz elő. A slowfox technikailag igényes tánc, ezért a tánciskolákban csak a haladó pároknál kezdik tanítani.
A slowfox a tág terű, folyamatosan haladó, hullámszerű járómozgásokban nyilvánul meg. A táncot a hanyag eleganciával előadott, hosszan elnyújtott lendületek jellemzik, melyeket gyors fordulatok és meglepő pózok tesznek varázslatossá. A többszörös világbajnok és tréner Karl Breuer találóan írja le a slowfoxot: „A lábat a táncban egyszerűen oda helyezhetjük, ahová a súly kívánkozik. Egyúttal a legnehezebb standard tánc is, amennyiben sikere döntően azon múlik, hogy ne hasson unalmasnak. Ez csak akkor sikerül, ha nagyon extenzíven táncolják, és zeneileg nagyon intenzíven interpretálják.”
A slowfox a standard táncversenyek nélkülözhetetlen epizódja. Igen sokan kedvelik lassan áradó jellege és szép zenéje miatt.

## Zenéje
Zenéje lassan áradó, tartózkodó, melodikus, szabályos. A tánc eleganciáját a szaxofon, klarinét vagy hegedű emeli ki.
Zenei üteme: 4/4-es.
Tempó: tudásszint szerint 28-30 ütem/perc
Versenyen 30 ütem/perc